# Anthoupoli (Kato Polemidia)
Anthoupoli (griechisch Ανθούπολη) ist ein Stadtteil der Stadt und Gemeinde Kato Polemidia im Bezirk Limassol auf Zypern.

## Lage und Umgebung

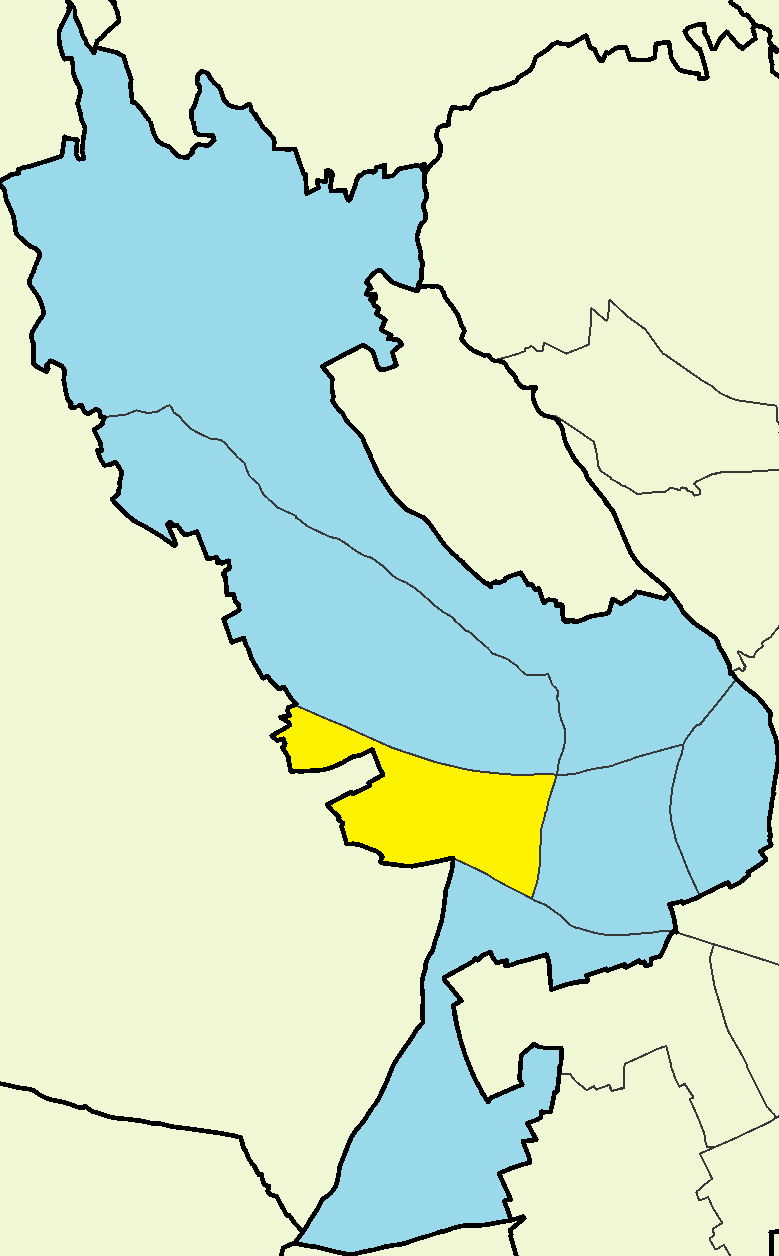
Lage in Kato Polemidia

Anthoupoli ist ein eher südlich gelegener Stadtteil und gehört zu den kleineren Stadtteilen von Kato Polemidia. Im Osten grenzt es an den Stadtteil Apostolos Varnavas, im Norden an Agios Nikolaos, im Westen an die Gemeinde Ypsonas und im Süden an Archangelos Michail. Es liegt südlich der A6 und in der Nähe des britischen Militärstützpunkts beziehungsweise der Halbinsel Akrotiri.

## Bevölkerung
Bei der letzten Bevölkerungszählung im Jahr 2011 wurden 1.923 Einwohner in Anthoupoli gezählt und in Kato Polemidia insgesamt 22.369.